# Baltic Chain Tour
Die Baltic Chain Tour ist ein Straßenradrennen, das als Etappenrennen in den baltischen Staaten Estland, Lettland und Litauen ausgetragen wird.

## Geschichte
Die Ursprünge der Baltic Chain Tour reichen zurück in das Jahr 1955, als das Baltikum noch Teil der UdSSR war und erstmals ein Etappenrennen durch das Baltikum veranstaltet wurde. Die letzte Austragung des Vorgängerwettbewerbs war im Jahr 1987. Nach der Unabhängigkeit des Baltikums gaben die Präsidenten der baltischen Radsportverbände am 4. November 2010 bekannt diese Tradition unter dem neuen Namen wieder aufleben zu lassen. Der Name spielt auf eine Menschenkette an, die am 23. August 1989 über 600 Kilometer von über zwei Millionen Demonstranten für die Sezession des Baltikums gebildet wurde.
Das Rennen wurde 2011 in den Kalender der UCI Europe Tour aufgenommen und hat dort die UCI-Kategorie 2.2.

## Palmarès
| Jahr | Sieger               | Zweiter                      | Dritter              |          |
| ---- | -------------------- | ---------------------------- | -------------------- | -------- |
| 2011 | Erki Pütsep          | Igor Bojew                   | Ivo Suur             |          |
| 2012 | Gediminas Bagdonas   | Wiktor Jurjewitsch Schmalko  | Ian Wilkinson        |          |
| 2013 | Philipp Walsleben    | Iwan Alexandrowitsch Sawizki | Žydrūnas Savickas    |          |
| 2014 | Mathieu van der Poel | Clemens Fankhauser           | Mychajlo Kononenko   |          |
| 2015 | Andrij Kulyk         | Matti Manninen               | Gustav Höög          |          |
| 2016 | Māris Bogdanovičs    | Andrij Wassyljuk             | Silver Mäoma         |          |
| 2017 | Herman Dahl          | Māris Bogdanovičs            | Benjamin Perry       |          |
| 2018 | Emīls Liepiņš        | Ramūnas Navardauskas         | Gert Jõeäär          |          |
| 2020 | Gert Jõeäär          | Alo Jakin                    | Rait Ärm             |          |
| 2021 | Laurence Pithie      | Karl Patrick Lauk            | Antti-Jussi Juntunen |          |
| 2022 | Rait Ärm             | Martin Laas                  | Miká Heming          |          |
| 2023 | Rait Ärm             | Henri Uhlig                  | Filippo Fortin       |          |
| 2024 | abgesagt             | abgesagt                     | abgesagt             | abgesagt |